# Mesure signée
En mathématiques et plus particulièrement en théorie de la mesure, une mesure signée est une extension de la notion de mesure dans le sens où les valeurs négatives sont autorisées, ce qui n'est pas le cas d'une mesure classique qui est, par définition, à valeurs positives.

## Définition
Définition (mesure signée) — Soit {\displaystyle (X,{\mathcal {A}})} un espace mesurable, c'est-à-dire un couple formé d'un ensemble {\displaystyle X} muni d'une tribu {\displaystyle {\mathcal {A}}}. Une mesure signée sur {\displaystyle (X,{\mathcal {A}})} est une fonction
{\displaystyle \sigma :{\mathcal {A}}\to {\overline {\mathbb {R} }}:=\mathbb {R} \cup \{-\infty ,+\infty \}}
qui vérifie les deux propriétés suivantes
- {\displaystyle \sigma (\varnothing )=0} ;
- (sigma additivité) pour toute suite {\displaystyle (A_{n})_{n\in \mathbb {N} }} d'ensembles disjoints dans {\displaystyle {\mathcal {A}}} :

{\displaystyle \sum _{n\geq 0}\sigma (A_{n}){\text{ est définie dans }}{\overline {\mathbb {R} }}~~{\text{ et }}~~\sigma \left(\bigcup _{n=0}^{\infty }A_{n}\right)=\sum _{n=0}^{\infty }\sigma (A_{n})}.
Une mesure signée est dite finie si elle ne prend que des valeurs réelles, c'est-à-dire, si elle ne prend jamais les valeurs {\displaystyle -\infty } ou {\displaystyle +\infty }.
Pour clarifier, on utilisera le terme de « mesure positive », au lieu du simple « mesure », pour les mesures signées ne prenant jamais de valeurs strictement négatives.

## Propriétés
Dans toute cette section {\displaystyle \sigma } est une mesure signée sur l'espace mesurable {\displaystyle (X,{\mathcal {A}})}.

Si une mesure signée prend la valeur {\displaystyle -\infty } alors elle ne prend jamais la valeur {\displaystyle +\infty } et inversement. Plus précisément
Propriété — Il n'existe pas {\displaystyle A,B\in {\mathcal {A}}} tels que {\displaystyle \sigma (A)=-\infty } et {\displaystyle \sigma (B)=+\infty }.
Si un ensemble mesurable A est de mesure finie, alors tous ses sous ensembles mesurables sont encore de mesure finie. En somme
Propriété — Si {\displaystyle A\in {\mathcal {A}}} est tel que {\displaystyle \sigma (A)\in \mathbb {R} } alors pour tout {\displaystyle B\subset A,\,B\in {\mathcal {A}},} on a aussi {\displaystyle \sigma (B)\in \mathbb {R} }.
Une mesure signée est finie si et seulement si elle est bornée. Autrement dit
Propriété (bornée identique à finie) — {\displaystyle \forall \,A\in {\mathcal {A}},\,\sigma (A)\in \mathbb {R} \Longleftrightarrow \{\sigma (A):\,A\in {\mathcal {A}}\}} est borné.
On a les relations suivantes
Propriété (relations élémentaires) — 

- Si {\displaystyle A,B\in {\mathcal {A}}} sont tels que {\displaystyle \sigma (B)\in \mathbb {R} } et {\displaystyle B\subset A} alors {\displaystyle \sigma (A\setminus B)=\sigma (A)-\sigma (B)}.
- Pour tout {\displaystyle A,B\in {\mathcal {A}}} on a {\displaystyle \sigma (A\cup B)+\sigma (A\cap B)=\sigma (A)+\sigma (B)}.
- Pour tout {\displaystyle A,B\in {\mathcal {A}}} on a {\displaystyle \sigma (A\Delta B)+2\sigma (A\cap B)=\sigma (A)+\sigma (B)}.

Le résultat suivant s'apparente à une propriété de continuité d'une mesure signée
Propriété (continuité des mesures signées) — *Si {\displaystyle (A_{n})_{n}} est une suite croissante (pour l'inclusion) d'ensembles mesurables alors 
- Si {\displaystyle (A_{n})_{n}} est une suite décroissante (pour l'inclusion) d'ensembles mesurables qui ne sont pas tous de mesure {\displaystyle \pm \infty } alors

## Exemples
- Si {\displaystyle \nu _{1},\nu _{2}} sont deux mesures positives sur l'espace mesurable {\displaystyle (X,{\mathcal {A}})} et si l'une d'elles est finie, alors leur différence {\displaystyle \sigma =\nu _{1}-\nu _{2}} est une mesure signée sur {\displaystyle (X,{\mathcal {A}})}.
- Soit {\displaystyle (X,{\mathcal {A}},\nu )} un espace mesuré (avec {\displaystyle \nu } une mesure positive). Soit {\displaystyle f\in {\mathcal {L}}^{1}(X,{\mathcal {A}},\nu )} une fonction intégrable à valeurs réelles, alors la fonction

{\displaystyle {\begin{array}{cccc}\sigma :&{\mathcal {A}}&\to &\mathbb {R} \\&A&\mapsto &\int _{A}f(x)d\nu \end{array}}}
est une mesure signée finie sur {\displaystyle (X,{\mathcal {A}})}.
De plus si on pose {\displaystyle \nu _{1}(A):=\int _{A}f^{+}d\nu } et {\displaystyle \nu _{2}(A):=\int _{A}f^{-}d\nu } où {\displaystyle f^{+},f^{-}} sont respectivement les parties positive et négative de {\displaystyle f}, alors {\displaystyle \nu _{1},\nu _{2}} sont des mesures positives sur {\displaystyle (X,{\mathcal {A}})} et {\displaystyle \sigma =\nu _{1}-\nu _{2}}.

## Décomposition d'une mesure signée

### Décomposition de Hahn
Définition (ensemble totalement négatif, nul et positif) — Soit {\displaystyle \sigma } une mesure signée sur un espace mesurable {\displaystyle (X,{\mathcal {A}})} et {\displaystyle A\in {\mathcal {A}}}. On dit que, pour {\displaystyle \sigma }, {\displaystyle A} est
- totalement négatif si pour tout ensemble mesurable {\displaystyle B\subset A} on a {\displaystyle \sigma (B)\leq 0} ;
- totalement nul si pour tout ensemble mesurable {\displaystyle B\subset A} on a {\displaystyle \sigma (B)=0} ;
- totalement positif si pour tout ensemble mesurable {\displaystyle B\subset A} on a {\displaystyle \sigma (B)\geq 0}.

Le théorème de décomposition de Hahn, du mathématicien autrichien Hans Hahn, énonce la chose suivante
Théorème (décomposition de Hahn) — Soit {\displaystyle \sigma } une mesure signée sur un espace mesurable {\displaystyle (X,{\mathcal {A}})}. Il existe deux ensembles mesurables {\displaystyle P,N\in {\mathcal {A}}} tels que
- {\displaystyle P\cup N=X} ;
- {\displaystyle P\cap N=\varnothing } ;
- {\displaystyle P} est totalement positif pour {\displaystyle \sigma } ;
- {\displaystyle N} est totalement négatif pour {\displaystyle \sigma }.

Une décomposition de Hahn de {\displaystyle \sigma } est définie comme étant la donnée d'un couple {\displaystyle (P,N)} satisfaisant les quatre propriétés du théorème ci-dessus. Si {\displaystyle (P,N),(P',N')} sont deux décompositions de Hahn de {\displaystyle \sigma }, alors {\displaystyle P\Delta P'} et {\displaystyle N\Delta N'} sont totalement nuls pour {\displaystyle \sigma } (où {\displaystyle \Delta } désigne la différence symétrique).

### Décomposition de Jordan
Le théorème de décomposition de Jordan, du mathématicien français Camille Jordan, est une conséquence du théorème de décomposition de Hahn. Il énonce la chose suivante
Théorème (décomposition de Jordan) — Soit {\displaystyle \sigma } une mesure signée sur un espace mesurable {\displaystyle (X,{\mathcal {A}})}. Il existe un unique couple {\displaystyle (\sigma ^{+},\sigma ^{-})} de mesures positives  sur {\displaystyle (X,{\mathcal {A}})} satisfaisant les deux conditions suivantes
- {\displaystyle \sigma =\sigma ^{+}-\sigma ^{-}} ;
- il existe {\displaystyle E\in {\mathcal {A}}} tel que {\displaystyle \sigma ^{-}(E)=0} et {\displaystyle \sigma ^{+}(X\setminus E)=0}.

La décomposition de Jordan d'une mesure signée peut facilement se construire à partir d'une décomposition de Hahn. De plus cette construction ne dépend pas de la décomposition de Hahn choisie, plus précisément
Propriétés de la décomposition de Jordan — Soit {\displaystyle \sigma } une mesure signée sur un espace mesurable {\displaystyle (X,{\mathcal {A}})} et {\displaystyle (\sigma ^{+},\sigma ^{-})} sa décomposition de Jordan. Alors
- Pour toute décomposition de Hahn {\displaystyle (P,N)} et pour tout {\displaystyle A\in {\mathcal {A}}} on a {\displaystyle \sigma ^{+}(A)=\sigma (A\cap P)} et {\displaystyle \sigma ^{-}(A)=-\sigma (A\cap N)} (cela ne dépend donc pas de la décomposition de Hahn) ;
- pour tout {\displaystyle A\in {\mathcal {A}}} on a

## Mesures signées finies

### Ensemble des mesures signées finies
Dans cette section, {\displaystyle (X,{\mathcal {A}})} est un espace mesurable, et {\displaystyle {\mathcal {M}}(X,{\mathcal {A}})} désigne l'ensemble des mesures signées finies sur {\displaystyle (X,{\mathcal {A}})}. Il n'est pas toujours possible d'additionner entre elles des mesures signées si elles sont infinies, mais deux mesures de {\displaystyle {\mathcal {M}}(X,{\mathcal {A}})} peuvent toujours être additionnées sans mener à une forme indéterminée, et leur somme est encore une mesure signée finie. Cette propriété, associée à la stabilité de {\displaystyle {\mathcal {M}}(X,{\mathcal {A}})} par multiplication scalaire fait de {\displaystyle {\mathcal {M}}(X,{\mathcal {A}})} un espace vectoriel réel, ce qui n'est le cas ni de l'ensemble des mesures signées ni de l'ensemble des mesures positives.
De plus, la variation totale définit une norme sur {\displaystyle {\mathcal {M}}(X,{\mathcal {A}})} qui en fait un espace de Banach. Cela permet d'utiliser des propriétés issues de l'analyse fonctionnelle pour étudier les mesures signées.

### Lien avec les fonctions à variations bornées
Il existe une correspondance, entre les mesures signées finies sur {\displaystyle (\mathbb {R} ,{\mathcal {B}}(\mathbb {R} ))}, où {\displaystyle {\mathcal {B}}(\mathbb {R} )} est la tribu borélienne sur {\displaystyle \mathbb {R} }, et les fonctions continues à droite, à variations bornées et tendant vers 0 en {\displaystyle -\infty }. Plus précisément, pour une mesure signée finie {\displaystyle \sigma } sur {\displaystyle (\mathbb {R} ,{\mathcal {B}}(\mathbb {R} ))} on note
{\displaystyle F_{\sigma }(t):=\sigma (\left]-\infty ,t\right])~~~\forall t\in \mathbb {R} }.
Propriété — La fonction {\displaystyle \sigma \mapsto F_{\sigma }} est une bijection de l'ensemble des mesures signées finies sur {\displaystyle (\mathbb {R} ,{\mathcal {B}}(\mathbb {R} ))} à l'ensemble des fonctions continues à droite, à variations bornées et tendant vers 0 en {\displaystyle -\infty }.
De plus, la variation totale de {\displaystyle F_{\sigma }} correspond à la variation totale de {\displaystyle \sigma }, à savoir, {\displaystyle \vert \vert \sigma \vert \vert _{VT}}.
On peut aussi montrer que pour toute mesure signée finie {\displaystyle \sigma }, la fonction {\displaystyle F_{\sigma }} est localement absolument continue si et seulement si {\displaystyle \sigma } est absolument continue par rapport à la mesure de Lebesgue.